# تاترا وی۵۷۰
تاترا وی۵۷۰ (Tatra V۵۷۰) خودرویی است که در سال‌های ۱۹۳۱ innitial prototype ۱۹۳۳ second prototypeدر موراوی و چکسلواکی تولید شده‌است. طراحی آن خودروهای موتور عقب-محور عقب بوده طول آن در حالت طبیعی ۳٬۸۰۰ میلیمتر (۱۴۹٫۶ اینچ) و عرض آن در حالت طبیعی ۱٬۴۰۰ میلیمتر (۵۵٫۱ اینچ) است.
موتور آن ۸۵۴ سی‌سی سیستم جعبه‌دندهٔ آن ۴ دنده به صورت دستی است.